# El Castell de la Puresa (cas)
El Castell de la Puresa és el nom donat a un cas d'⁣abús infantil de llarga durada esdevingut a finals de la dècada de 1950 a la Ciutat de Mèxic. Va ser perpetrat per Rafael Pérez Hernández, un fabricant de verí per a rates que va mantenir tancada tota la seva família per aproximadament 18 anys dins de casa seva al nord de la ciutat de Mèxic.

## Antecedents
Rafael Pérez Hernández (1905-1972) va néixer a Encarnación de Díaz (Jalisco). Va perdre un braç per un accident ferroviari l'any 1915, i després de dedicar-se a treballs esporàdics i variats, es va casar amb Sonia María Rosa Noè, una dona d'ascendència espanyola el 1938. La parella es va establir a la Ciutat de Mèxic, en una antiga casa estil europeu localitzada en l'encreuament de l'Avinguda dels Insurgents Nord i el carrer Godard. El matrimoni va ser relativament estable durant els primers set anys, no obstant això, després d'aquest temps, va començar la reclusió. El lloc era conegut com La casa dels macetones pels veïns, perquè la façana estava adornada per grans i vells macetones. Pérez era conegut com un home hermètic, però tranquil, que només sortia de la seva casa a distribuir el raticida que fabricava.
Pérez i Noè van tenir sis fills, als qui van anomenar amb base en ideals i trets de la personalitat, en comptes de personatges o noms més tradicionals: Indómita, Libre, Soberano, Triunfador, Bien Vivir, y Libre Pensamiento.

## Crim
Pérez va mantenir a la seva família aïllada del món exterior des de 1941, aproximadament, fins a 1959, quan va tapar les finestres amb taulons de fusta perquè ells no poguessin veure el carrer, ni interactuar amb ningú. Segons els testimoniatges, tota la família, especialment els nens, eren forçats a treballar llargues jornades per a fabricar el raticida sota condicions insalubres i perilloses. Malgrat les súpliques de Noè, Pérez no va permetre que els nens anessin a escola, i a partir d'això, van existir afirmacions contradictòries en les quals es diu que ell mateix va capacitar a la seva esposa per a educar als seus fills a casa, o que va ser ella mateixa qui, sola, va prendre la iniciativa d'ensenyar-los a llegir i a escriure.
Malgrat els seus noms, els fills no tenien permès sortir de la casa, ja que Pérez pensava que el món exterior era malvat, estava corromput, i ell estava criant una nova estirp de persones pures, innocents i bones gràcies a la seva disciplina contradictòria i improvisada.

## Arrest
El 25 de juliol de 1959 la policia va irrompre a la casa, poc després que un transeünt va recollir un tros de paper d'estrassa tirat al carrer, on estava escrita una nota d'auxili. Suposadament, era el tercer intent d'Indòmita per a cridar l'atenció cap a les condicions en les quals el seu pare mantenia a tota la família.
El crim es va convertir en una sensació mediàtica instantània, i Pérez va ser arrestat i tancat en el Palau de Lecumberri; va negar tot càrrec en contra seva, insistint que ell era un bon pare, i que la seva família li havia tendit un parany per a quedar-se amb tots els seus diners i propietats. Els nens van ser trobats en estat de desnutrició i vestits amb antiquats parracs, la casa bruta i en mal estat. Tota la família es trobava confosa i espantada per tots els estímuls del món exterior, a penes podien llegir i escriure, i tenien un coneixement gairebé nul dels successos a l'exterior de la seva casa.

## Impacte posterior
Després de l'impacte mediàtic, van existir testimonis contradictoris, per exemple, de veïns que afirmaven que Pérez, sí que treia als seus fills a passejar, i que semblaven una família normal; els mitjans de comunicació van ser a l'extrem contrari, especialment la premsa groga, mostrant a Pérez com un subjecte desballestat que havia fet clots en tota la seva casa per a poder espiar a la seva família, i fins i tot, que castigava als seus fills amb tortures si aquests el desobeïen.
Malgrat la magnitud del crim i l'esdeveniment en general, la família va rebre molt poc suport de part del govern o institucions. Amb prou feines varen poder sobreviure, perquè no sabien fer una altra cosa més que verí per a rates, cap altre ofici ni educació, i no van poder adaptar-se del tot al món exterior. Malgrat els maltractaments als quals van ser subjectes durant anys, van continuar visitant a Pérez a la presó i fins i tot el van perdonar. Pérez va insistir en la seva innocència fins al dia de la seva mort, en 1972, quan es va penjar a la seva cel·la.

## Obres basades en el cas
Arturo Ripstein va dirigir El castell de la puresa el 1972. Una pel·lícula protagonitzada per Claudio Brook i Diana Bracho, que està fidelment basada en el cas, excepte algunes llibertats dramàtiques. Aquesta és l'adaptació més famosa del cas fins avui.
Luis Spota va escriure La riallada del gat en 1964, una novel·la lleument basada en el cas que representa a Pérez com un desequilibrat home renaixentista que intenta construir una utopia dins dels murs concèntrics de la seva laberíntica casa.